# مؤشر التنمية حسب نوع الجنس

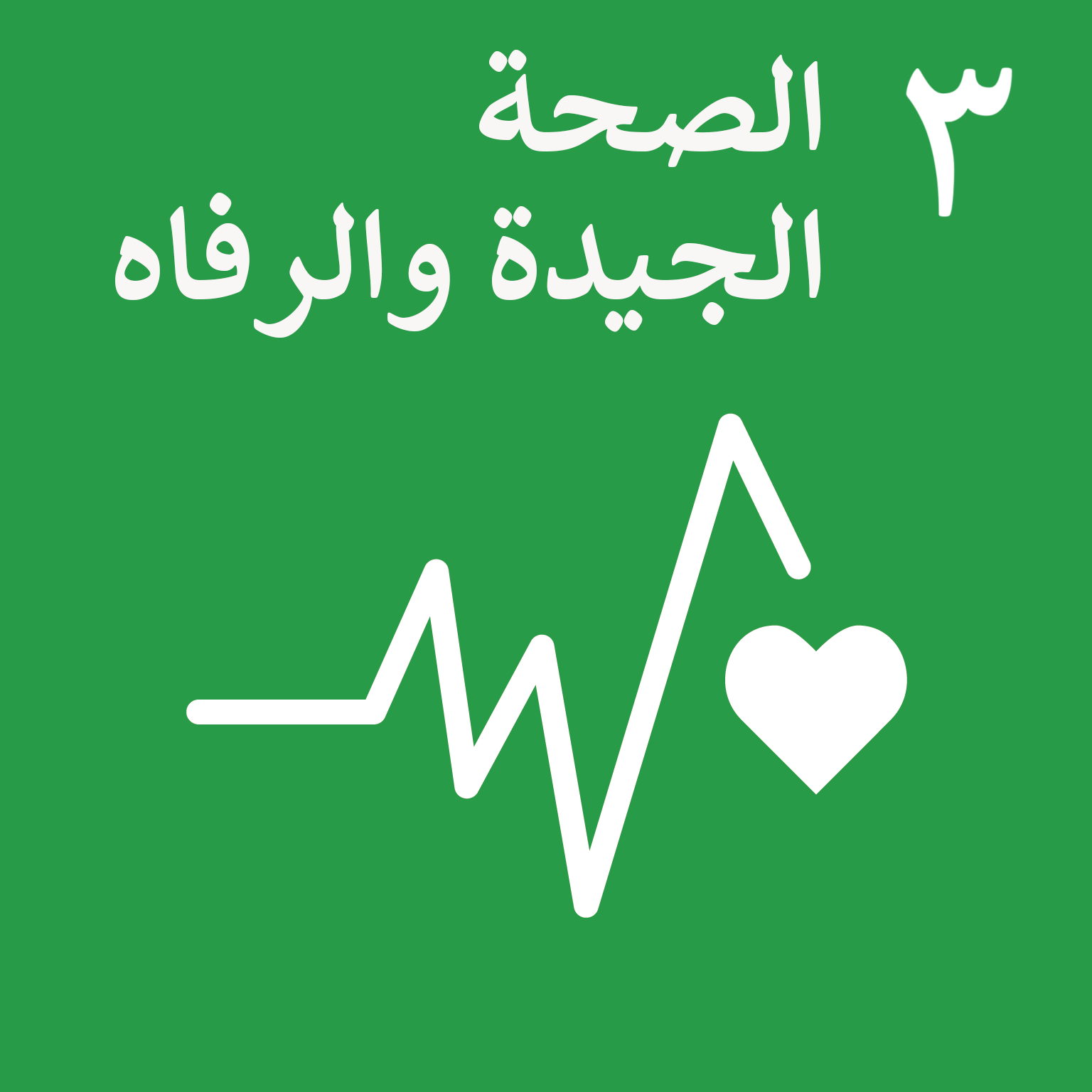

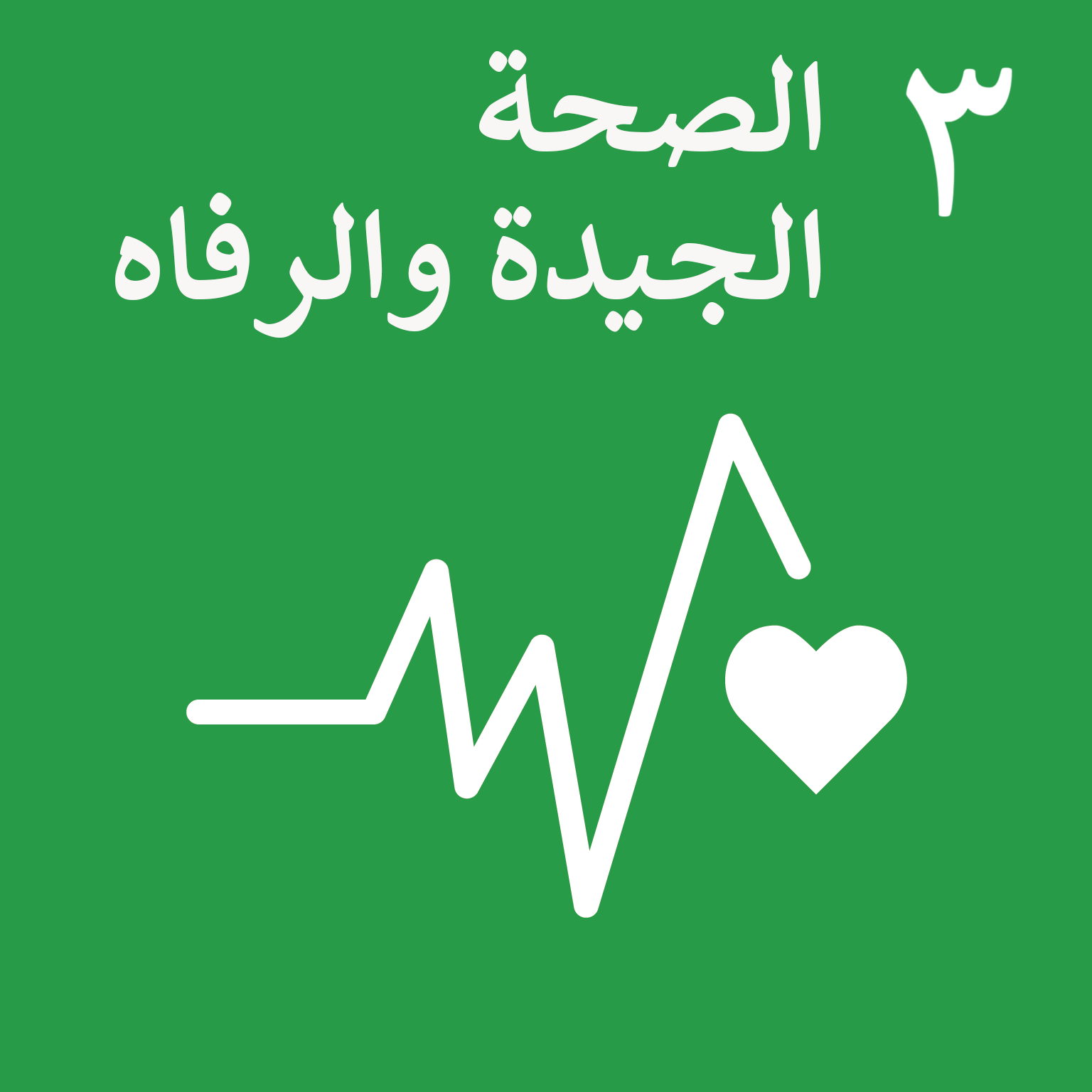

صَدر مؤشر التنمية المرتبط بنوع الجنس «GDI» مع مؤشر التمكين الجنساني «GEM» عام 1995، في تقرير التنمية البشرية الذي أعدّه برنامج الأمم المتحدة الإنمائي، وكان الهدف من هذه المؤشرات إضافة بُعد «تعزيز المساواة بين الجنسين» إلى مؤشر التنمية البشرية ((HDI، ونتيجة لذلك كان المؤشر الأول الذي وُضع هو «مؤشر التنمية حسب نوع الجنس-GDI».
يَتسِم «GDI» بأنه مؤشر عادل للتوزيع، حيث يحسب تأثير الفجوات بين الجنسين في العناصر الثلاثة لمؤشر التنمية البشرية (Klasen 243). التوزيع العادل يعني أن مؤشر التنمية البشرية لا يأخذ بعين الاعتبار المستوى المتوسط فقط أو المستوى العام للرفاهية والثروة في بلد معين؛ ولكنّه يُركز أيضًا على كيفية توزيع هذه الثروة والرفاهية بين مختلف الفئات في المجتمع.
وقد أنشئ مؤشر التنمية حسب نوع الجنس، ومؤشر التمكين الجنساني لمنافسة المؤشرات التقليدية القائمة على الدخل، مثل الناتج المحلي الإجمالي «GDP» وإجمالي الناتج القومي «GNP».

## التعريف
يعتبر «مؤشر التنمية حسب نوع الجنس» في الغالب امتدادًا للتوزيع العادل لمؤشر التنمية البشرية (Klasen 243). فهو يسد الفجوات بين الجنسين في العمر المتوقع، والتعليم، والدخل. كما يستخدم عقوبة «النفور من عدم المساواة»، مِمّا يؤدي إلى فرض جزاء نتيجة التطور بالنسبة للفجوات والفوارق بين الجنسين في أي من فئات مؤشر التنمية البشرية التي تتضمن العمر المتوقع، وتعليم الكبار، والالتحاق بالمدارس، وتغييرات دخل الفرد. ومن ناحية العمر المتوقع، يفترض مؤشر التنمية ««GDI أنّ المرأة سوف تعيش في المتوسط خمس سنوات أطول من الرجل، وينظر أيضًا في فجوات الدخل من حيث الدخل المكتسب.
لا يمكن استخدام مؤشر التنمية حسب نوع الجنس بشكل مستقل عن مؤشر التنمية البشرية، ولذلك لا يمكن أن يُستخدم بمفرده كمؤشر على الفجوات بين الجنسين. يمكن الأخذ بعين الاعتبار الفجوة بين المؤشرين فقط؛ لأن «GDI» بمفرده ليس مقياسًا مُستقلًا للفجوات بين الجنسين.

## خلافات عامة
قامت الكثير من المناقشات مُنذ إنشائها في عام 1995، حول دقة وفائدة مؤشر التنمية الجنسانية لإجراء مقارنات ملائمة بين مختلف البلدان، وفي تعزيز المساواة بين الجنسين. يتعرض هذا المؤشر خاصةً إلى انتقادات؛ لأنه كثيرًا ما يتم تفسيره على نحوٍ خاطئ بأنه مؤشر مُستقل للفوارق بين الجنسين، بالرغم أنه ليس كذلك في الواقع، لأنه لا يمكن استخدامه إلا بالدمج مع النتائج الواردة من مؤشر التنمية البشرية، وليس من تلقاء نفسها.
وعلاوة على ذلك، فإن البيانات اللازمة لحساب مؤشر التنمية الجنسانية ليست مُتوّفرة دائمًا في العديد من البلدان؛ مِمّا يجعل من الصعب جدًا حساب هذا المؤشر بشكلٍ مُوحد ودولي. وهناك أيضًا قلق بشأن الجمع بين العديد من التأثيرات التنمويّة المُختلِفة في مؤشر واحد ينتج عنه نتائج مُضطرِبة، وربما يُخفي مؤشر التنمية حسب نوع الجنس ومؤشر التمكين الجنساني أكثر مِمّا يكشفان.